# Bezděkov pod Třemšínem
Bezděkov pod Třemšínem là một làng thuộc huyện Příbram, vùng Středočeský, Cộng hòa Séc.